# Нікарагуанська жестова мова
Нікарагуанська жестова мова (Nicaraguan Sign Language, ISN, ісп. Idioma de Señas de Nicaragua) — жестова мова, самостійно створена глухими дітьми у школах західних районів Нікарагуа в 1970-х і 1980-х роках. Вона викликає особливий інтерес у лінгвістів, оскільки дає унікальну можливість вивчати обставини народження нової мови.
До 1970-х років в Нікарагуа не було жодної організованої спільноти глухих. Глухі люди були значною мірою ізольованими один від одного і використовували прості «домашні» знакові системи і жести («mímicas»), щоб спілкуватися зі своїми сім'ями і друзями. Умови, необхідні для створення мови, виникли в 1977 році, коли Центром спеціальної освіти була створена програма, в якій спочатку взяли участь 50 глухих дітей. Кількість студентів в школі (в Манагуа) зросла до 100 в 1979 році, коли почалася Сандиністська революція.
У 1980 році професійно-технічне училище для глухих підлітків було відкрито в районі Манагуа Вілла Лібертад. До 1983 року було більше 400 глухих студентів, які навчались у двох подібних школах. Спочатку програма, як підкреслювалося, була створена іспанською мовою і читанні по губах, при цьому використання знаків учителем було обмежене дактилологією (використання простих ознак жестового алфавіту). Програма не досягла якихось значних успіхів і більшість учнів не могли зрозуміти іспаномовних слів. Однак діти час від часу залишалися лінгвістично ізольованими від своїх вчителів — на шкільному дворі, на вулиці або в шкільному автобусі, — і це створило родючий ґрунт для їх спілкування один з одним. При цьому з комбінації жестів і звичних кожному учневі своїх власних «домашніх» жестів виникла піджіноподобна мова, яка незабаром розвинулась у креольську мову. Цей «першочерговий» піджин був названий Lenguaje de Signos Nicaragua (LSN) і досі використовується багатьма з тих, хто ходив в школу в цей час.
Співробітники школи, не підозрюючи про розвиток нової мови, сприймали дитячі жести як пантоміму і відмову вивчати іспанську мову. Вони не могли зрозуміти, про що діти говорять один з одним, тому попросили допомоги, і в червні 1986 року Нікарагуанське Міністерство освіти зв'язалося з Джуді Кегл, лінгвісткою з Массачусетського технологічного інституту, що вивчає жестову мову. Коли Кегл та інші дослідники почали аналізувати мову, вони помітили, що маленькі діти взяли піджіноподобні форми спілкування старших дітей і звели їх на більш високий рівень складності, з дієсловами та іншими конвенціями граматики. Ця ускладнена жестова мова тепер відома як Idioma de Señas de Nicaragua (ISN).